# Chris Speed

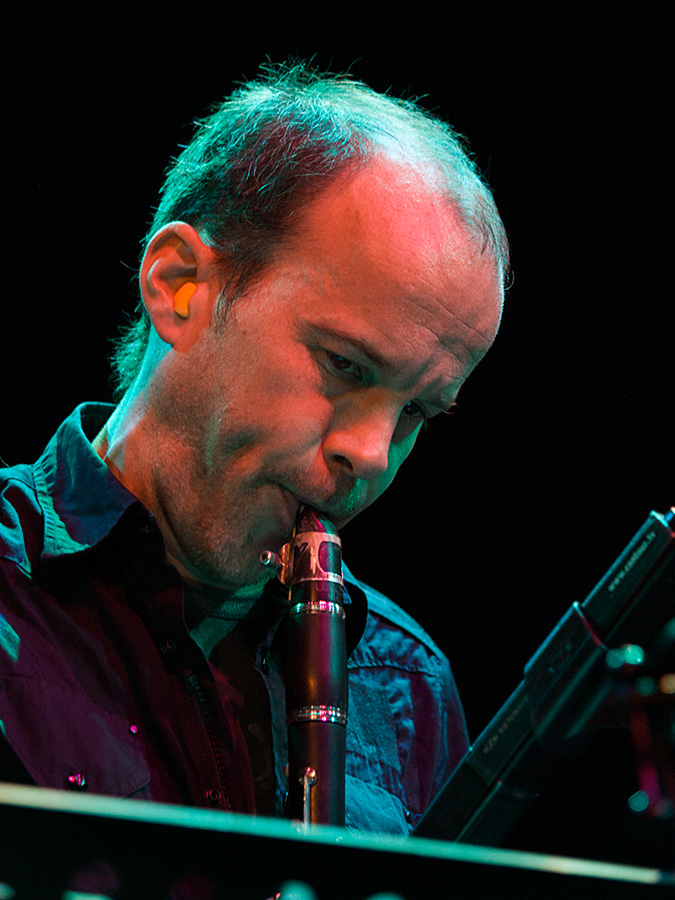
Speed in 2008

Chris Speed (Seattle, 1967) is een Amerikaanse jazz-tenorsaxofonist, klarinettist en -componist, actief in de geïmproviseerde muziek, free jazz en folk jazz. Ook is hij mede-oprichter van Skirl Records.
Vanaf zijn vijfde leerde hij klassieke piano spelen en toen hij zeven was ook klarinet. Op de middelbare school pakte hij de saxofoon op en later ging hij naar het conservatorium in Boston, het New England Conservatory of Music. Hij werd lid van de groep Human Feel, een band die na enkele albums tien jaar op haar rug lag, maar in 2007 weer een plaat maakte. In Human Feel werkte Speed voor het eerst samen met drummer Jim Black, die later in verschillende formaties met Speed een vaste plek kreeg. Ook was Speed actief in de bigband van George Schuller, Orange Then Blue. Verder speelde hij met avant-garde-groepen als Tim Berne's Bloodcount, Dave Douglas Sextet, een groep van Jim Black en The Same River, Twice van Myra melford. Hij werkte verder met onder meer Mark Dresser, Erik Friedlander en Hank Roberts. Chris Speed is naast Human Feel ook de (co-)leider van de groepen Pachora, het kwartet yeah No  en Trio Iffy. Sinds 1990 zijn rond de tachtig albums uitgekomen waarop hij speelt, waaronder een album van John Hollenbeck dat genomineerd werd voor een Grammy. In 2006 was hij mede-oprichter van het onafhankelijke platenlabel Skirl Records.

## Discografie (selectie)
als leider:
- 'Yeah No', Songlines, 1997
- 'Deviantics', Songlines, 1999
- 'Iffy', Lnitting Factory, 2000
- 'Emit', Songlines, 2000
- 'Swell Henry', Sqealer', 2004
- 'The Clarinets', Skirl, 2006
- 'Jugendstil' (met Stephane Furic Leibovici en Chris Cheek), ESP, 2008
- 'Endangered Blood', Skirl, 2011
- 'The Clarinets Keep On Going Like This', Skirl, 2011

met Pachora
- 'Pachora', Knitting Factory, 1997
- 'Unn', Knitting Factory, 1999
- 'Ast', Knitting Factory, 2000
- 'Astereotypical', Winter & Winter, 2003

met Human Feel
- 'Human Feel', Human Use, 1989
- 'Scatter', GM Recordings, 1992
- 'Welcome to Malpesta', New World, 1994
- 'Speak to It', Songlines, 1996
- 'Galore', Skirl, 2007